# 阮氏玉璣
定和公主阮氏玉璣（越南语：／；1808年9月13日—1856年5月29日），字善香，法號海珠，阮朝嘉隆帝第十三女，母美人阮氏永。
嘉隆七年七月二十二日（1808年9月13日），阮氏玉璣生於順化皇城。明命十一年（1830年），公主23歲，下嫁給建昌郡公阮黃德次子阮黃成。生二子：長子阮黃武生於明命十二年（1831年）。駙馬阮黃成於明命十三年（1832年）八月去世，其時公主正懷有身孕。次子阮黃儀生於明命十三年九月，是個遺腹子。公主的兩個兒子也先後在在六歲和三歲時夭折。
公主孀居以後，和母親阮氏永一起居住。公主為了預為善後事宜，將承天府香水縣居正總楊春上、下二社的府邸田產捐出，作為自己身故後祠堂香火之用。嗣德九年四月二十六日（1856年5月29日），公主去世，壽四十九歲。嗣德帝贈為定和太太長公主，諡端嫻。

## 家庭
- 丈夫阮黃成，嘉隆二年十月初九日（1803年11月22日）生，明命十三年八月十六日（1832年9月10日）去世，贈奮勇將軍輕車尉衛尉加壹級，諡英邁
- 長子阮黃武，明命十二年五月十二日（1831年6月29日）生，明命十八年二月二十一日（1837年3月27日）夭折
- 次子阮黃儀，明命十三年九月初五日（1832年9月28日）生，明命十六年十二月十八日（1836年2月4日）夭折